# Trebnje (Trebnje)

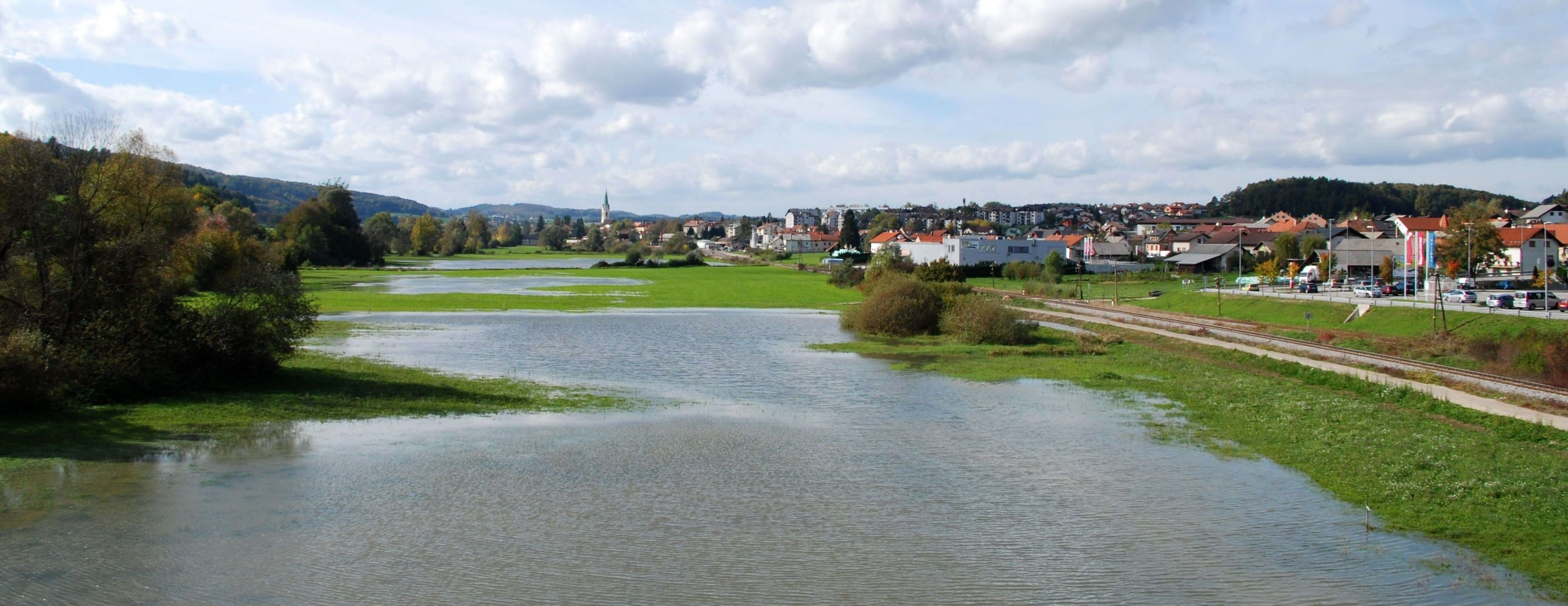
Trebnje mit Überflutungsgebiet der Temenica

Trebnje (deutsch: Treffen) ist das Verwaltungszentrum der etwa 130 Ortschaften und Siedlungen umfassenden Gemeinde Trebnje in der historischen Landschaft Dolenjska (Unterkrain), heute Region Jugovzhodna Slovenija in Slowenien.
Trebnje liegt 48 km von Ljubljana, 20 km von Novo mesto und 87 km von Zagreb entfernt in Mittelslowenien, nördlich des Karstflusses Temenica. Der Ort hat einen Haltepunkt an der Bahnstrecke Ljubljana-Novo mesto. An der Autobahn Avtocesta A2 liegen die Ausfahrten Trebnje-zahod und Trebnje-vzhod.

## Geschichte
Trebnje wurde in historischen Quellen unter anderem als Treuen (1163, 1243), Treven (1244), Treffin (1250), Treben (1474) erwähnt.
Das Gebiet wurde bereits in der Steinzeit von Menschen besiedelt. In der Römerzeit befand sich in der Gegend an der Straße zwischen Emona und Siscia eine Siedlung namens Praetorium Latobicorum. Nach dem Niedergang des Römischen Reiches wurde Trebnje erstmals 1351 als Marktstadt erwähnt.
Ende des 18. Jahrhunderts war Trebnje Sitz des Bezirkskommissars. Später wurde es auch Sitz der politischen, juristischen, steuerlichen und Wahlbezirke sowie ein wichtiger Bahnhof der regelmäßigen Postverbindung zwischen Ljubljana und Karlovac.
Der wirtschaftliche Fortschritt von Trebnje wurde durch seine günstige Verkehrslage an der Kreuzung lokaler Straßen und einer Eisenbahn erleichtert. Trotz dieser Lage blieb Trebnje bis zum Ende des Zweiten Weltkriegs ein kleines Wirtschaftszentrum seiner landwirtschaftlichen Umgebung. Nach 1958, als eine neue Straße zwischen Ljubljana und Zagreb gebaut wurde, entwickelte sich in Trebnje die Metall-, Holzverarbeitungs-, Textil- und Bauindustrie.
Die Gemeinde wurde am 3. Oktober 1994 gegründet. Am 6. August 1998 wurde sie vergrößert, als die Siedlungen Kostanjevica und Ravne nad Šentrupertom von der Nachbargemeinde Litija an die Gemeinde übertragen wurden. Am 13. Juni 2006 kam es dann zu einer Verkleinerung durch die Bildung der neuen Gemeinden Mokronog-Trebelno und Šentrupert aus dem Gemeindegebiet. Am 26. Februar 2011 wurde Trebnje im Zuge der Neugründung der Gemeinde Mirna erneut verkleinert.

## Persönlichkeiten
Gebürtig in Trebnje
- Frederic Baraga (1797–1868), römisch-katholischer Bischof des Bistums Marquette, Michigan (USA)
- Minka Govekar (1874–1950), Schriftstellerin und Frauenrechtsaktivistin
- Waldemar Seunig (1887–1976), Sportreiter und Autor